# 理学研究科
理学研究科（りがくけんきゅうか、英称：The Graduate School of Science）は、日本の大学院研究科のうち、理学に関する高度な教育・研究を行う機構の1つである。

## 概要
主に、理学部の上位に連続した形で設置され、博士前期課程（修士課程）および博士後期課程（博士課程）あるいはそれに相当する課程で構成される。構成は研究科によって多少異なるが、主に数学、物理学、化学、生物学、地球科学などに関する専攻が設置されている。学位は、修士課程は修士（理学）を、博士課程は博士（理学）を修めることができ、他は、それに相当する専攻名称等に応じた学位を修める。
また、理学部を基礎とする大学院研究科が自然科学研究科など「理学」を含まない名称になっている大学もある。

## 理学研究科を置く大学

### 国立
東日本
- 北海道大学大学院理学研究科
- 山形大学
- 東北大学大学院理学研究科
- 茨城大学
- 埼玉大学
- 千葉大学大学院理学研究科
- お茶の水女子大学
- 静岡大学
- 新潟大学
- 信州大学

西日本
- 富山大学
- 名古屋大学大学院理学研究科
- 京都大学大学院理学研究科
- 奈良女子大学
- 大阪大学大学院理学研究科
- 神戸大学大学院理学研究科
- 岡山大学
- 愛媛大学
- 高知大学
- 広島大学
- 山口大学
- 九州大学大学院理学研究科
- 熊本大学
- 鹿児島大学
- 琉球大学

### 公立
- 東京都立大学
- 名古屋市立大学
- 大阪公立大学
- 兵庫県立大学

### 私立
- 城西大学
- 立教大学
- 日本女子大学
- 東京理科大学
- 東邦大学
- 北里大学
- 東海大学
- 神奈川大学
- 京都産業大学
- 関西学院大学
- 岡山理科大学
- 福岡大学

## 理学系研究科と冠する名称を置く大学
- 東京大学大学院理学系研究科

## 理学を専攻できる他の研究科名称
- 国際基督教大学大学院 アーツ・サイエンス研究科 理学専攻
- 日本大学大学院総合基礎科学研究科